# Stephen Coleridge
Stephen William Buchanan Coleridge (31 mai 1854 - 10 avril 1936) est un auteur anglais, avocat, opposant à la vivisection et cofondateur de la Société nationale pour la prévention de la cruauté envers les enfants.

## Biographie
Coleridge est le deuxième fils de John Duke Coleridge, Lord Chief Justice d'Angleterre, et de Jane Fortescue Seymour, une artiste accomplie. Son grand-père est le neveu du célèbre poète Samuel Taylor Coleridge. A quatorze ans, il est envoyé à l'école publique Bradfield College ; cela semble avoir irrité car son père, son grand-père et son frère aîné ont tous fait leurs études au plus prestigieux collège d'Eton. Il fréquente le Trinity College de Cambridge où il obtient son diplôme en 1878.
Coleridge attire l'attention du public en Angleterre en 1903, lorsqu'il accuse publiquement William Bayliss du département de physiologie de l'University College de Londres d'avoir enfreint la loi lors d'une expérience sur un chien, déclenchant ainsi l'affaire Brown Dog. Bayliss intente une action en diffamation et obtient des dommages-intérêts de 2 000 £.
Coleridge est également un peintre paysagiste accompli, qui exposé à l'Alpine Club Gallery, aux galeries de Suffolk Street et à la Royal Academy.

## Publications
- Dieux brisés (1903)
- Vivisection : une science sans cœur (1916)
- Grand témoignage contre la cruauté scientifique (1918)